# Warta Bolesławiecka (przystanek kolejowy)
Warta Bolesławiecka – zamknięty w 1976 roku i zlikwidowany w 2008 roku przystanek osobowy, a dawniej stacja kolejowa i przystanek osobowy w Warcie Bolesławieckiej, w gminie Warta Bolesławiecka, w powiecie bolesławieckim, w województwie dolnośląskim, w Polsce. Został otwarty w kwietniu 1906 roku przez BuK.